# Malosma
Malosma is een geslacht uit de pruikenboomfamilie (Anacardiaceae). Het geslacht telt een soort die voorkomt op het eiland Isla Guadalupe en van in Zuid-Californië tot in Noord-Mexico.

## Soorten
- Malosma laurina (Nutt.) Abrams

... · 
Anacardium · 
Bouea · 
Buchanania · 
Cotinus · 
Mangifera · 
Pistacia (Pistache) · 
Protorhus · 
Rhus · 
Schinus · 
Sclerocarya · 
Sorindeia · 
Spondias · 
Toxicodendron · 
...